# Abraxas nigrovarleyata
Abraxas nigrovarleyata là một loài bướm đêm trong họ Geometridae.